# Aleksandr Zhirov
Bản mẫu:Eastern Slavic name
Aleksandr Vyacheslavovich Zhirov (tiếng Nga: Александр Вячеславович Жиров; sinh ngày 24 tháng 1 năm 1991) là một cầu thủ bóng đá người Nga. Anh thi đấu cho SV Sandhausen.

## Sự nghiệp câu lạc bộ
Vào ngày 12 tháng 1 năm 2017, anh ký bản hợp đồng 3,5 năm cùng với F.K. Krasnodar và lập tức được cho mượn đến F.K. Anzhi Makhachkala cho phần còn lại của mùa giải 2016–17.
Anh được giải phóng từ Krasnodar do thỏa thuận đôi bên vào ngày 12 tháng 2 năm 2018, signing with the second-tier FC Yenisey Krasnoyarsk the next day.